# پیتر توماس
پیتر توماس (به آلمانی: Peter Thomas) زاده ۱ دسامبر ۱۹۲۵ – درگذشته ۱۷ مهٔ ۲۰۲۰)
 آهنگساز و تنظیم‌کننده اهل آلمان بود.
از فیلم‌ها یا مجموعه‌های تلویزیونی که وی در آن‌ها نقش داشته است، می‌توان به گشت فضایی - ماجراهای شگفت‌انگیز فضاپیمای اوریون، ارابه خدایان و کلبه عمو تام اشاره نمود.